# المكتبة الوطنية النمساوية

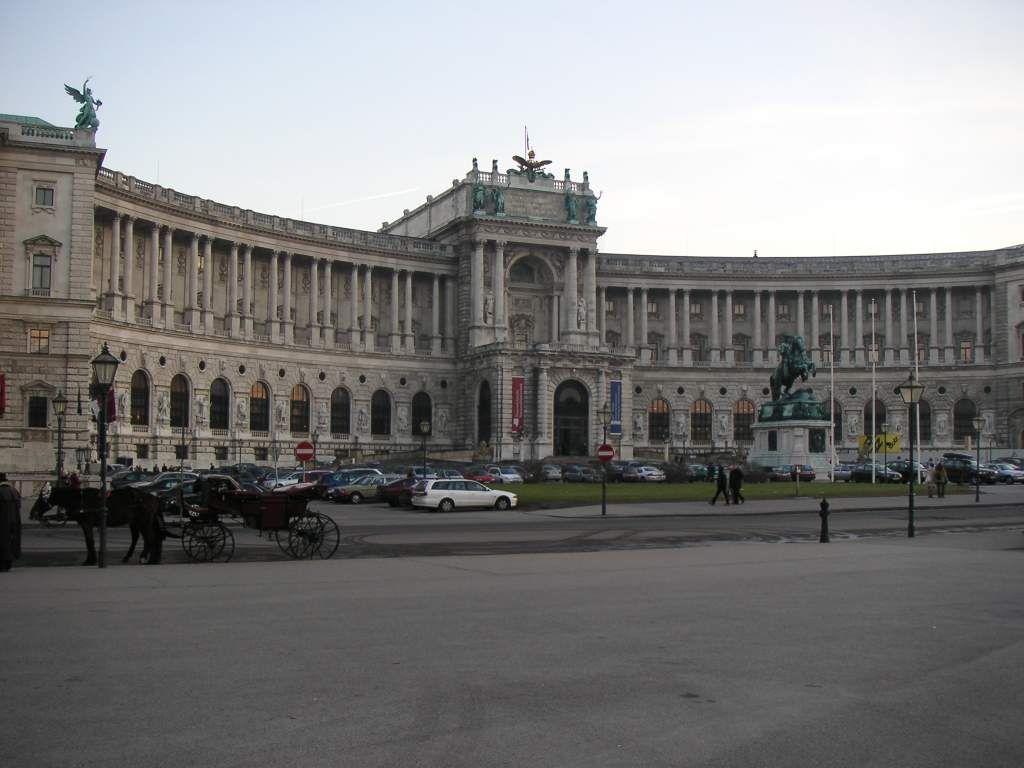
مبنى المكتبة الوطنية النمساوية في ساحة هلدنبلاتز.

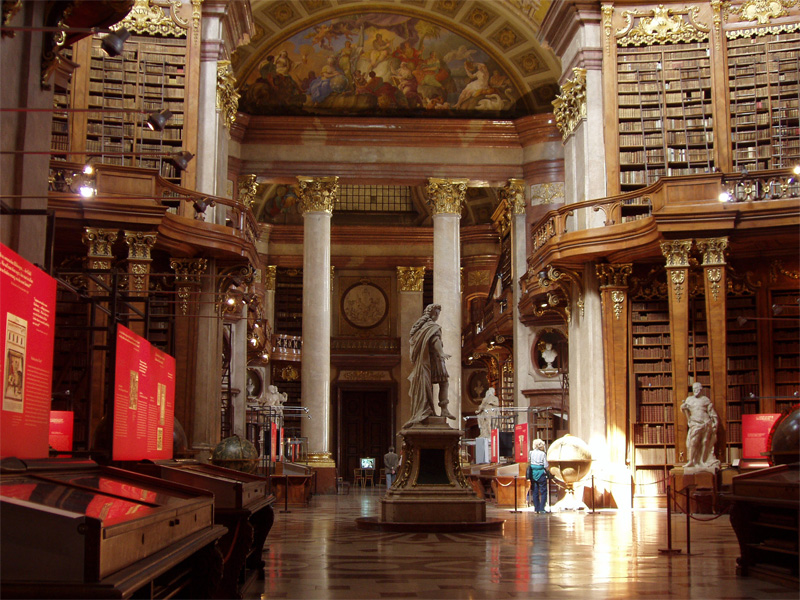
القاعة العظيمة.

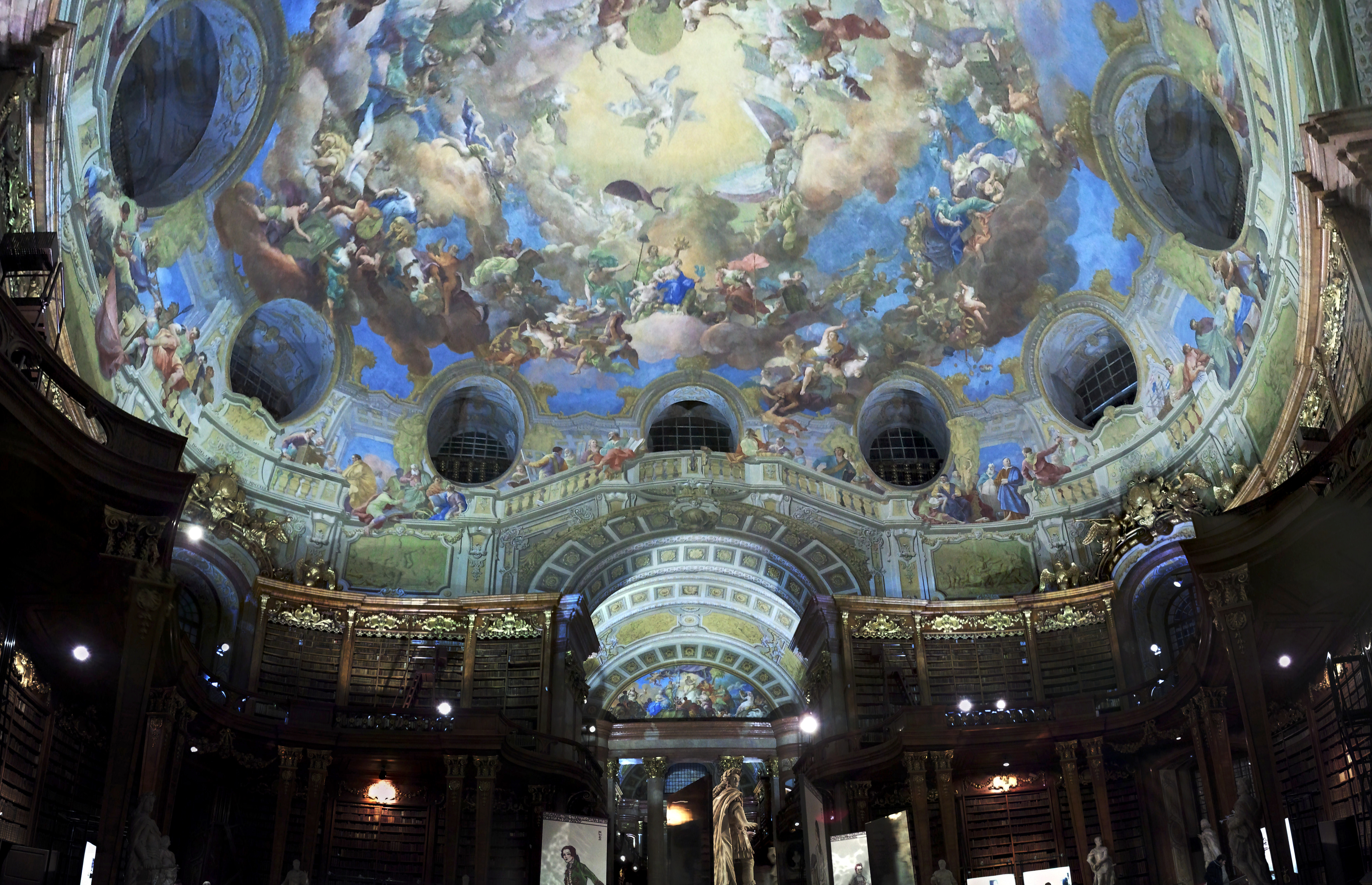
سقف القاعة العظيمة

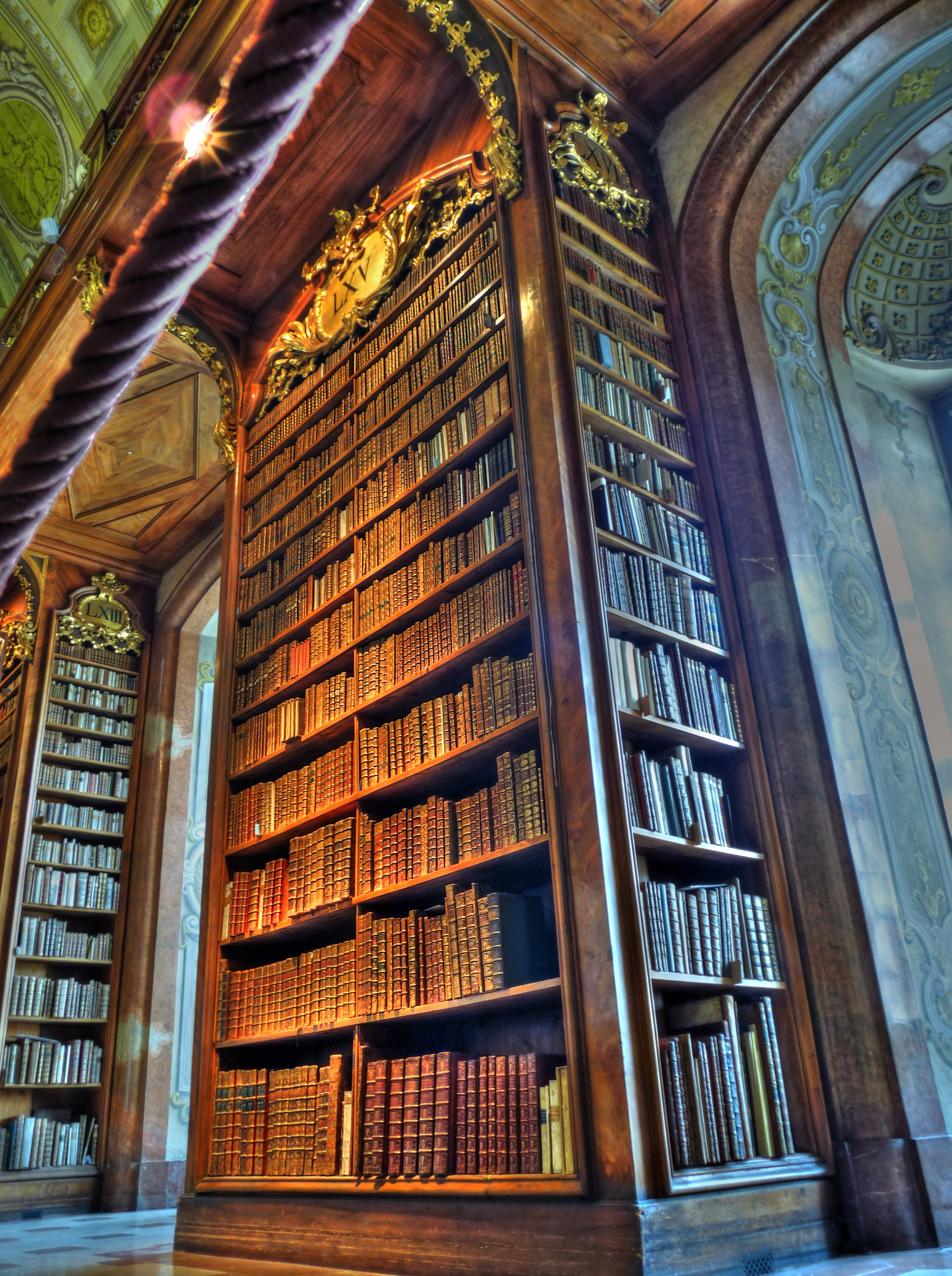
إحدى خزائن الرفوف في المكتبة.

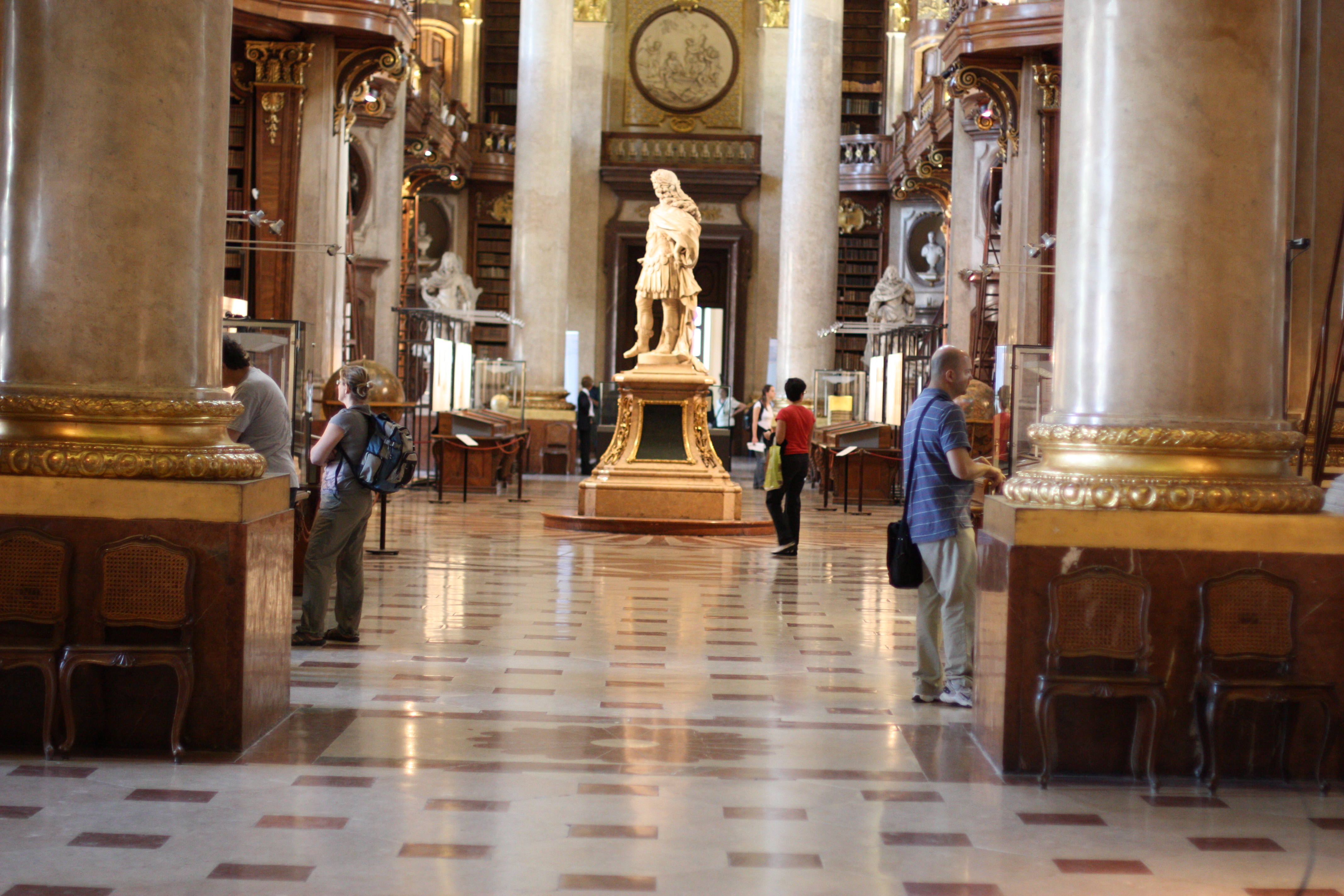
مدخل إحدى قاعات القراءة.

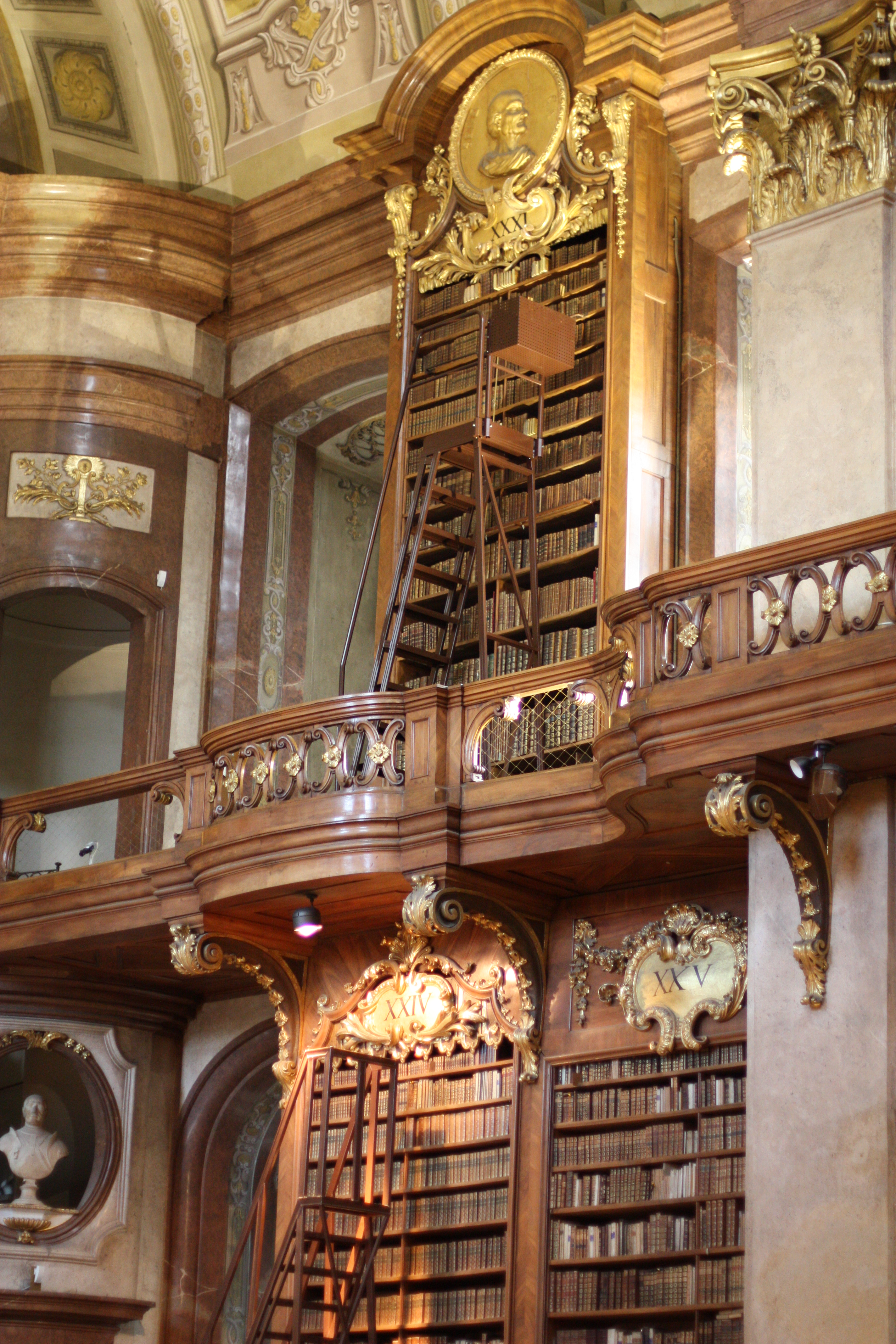
خزائن الكتب مع السلالم.

المكتبة الوطنية النمساوية (بالألمانية: Österreichische Nationalbibliothek)‏ أو اختصارا ÖNB، هي المكتبة الوطنية للنمسا، تقع في العاصمة فيينا. عند تأسيسها في العصور الوسطى من قبل آل هابسبورغ، كانت المكتبة تسمى مكتبة البلاط  (Hofbibliothek) أو مكتبة المحكمة حتى سنة 1920. تقع المكتبة في قصر هوفبورغ، بعض مجموعات الكتب توجد في قصر مولار كلاري.

تعتبر هذه المكتبة أغنى مكتبة في النمسا من حيث الوثائق، حيث تحتوي 7.5 مليون وثيقة وكتاب. المكتبة مسؤولة عن الإيداع القانوني، للمراجع الوطنية، وودائع الأعمال الجامعية، وكذلك تحتوي على مجموعة هامة يرجع تاريخها إلى 1500 سنة، إضافة إلى الخرائط والكرات الأرضية والفافير واللغات المصطنعة إلى جانب الوثائق المصورة.

## مقالات ذات صلة
- مكتبة وطنية

## روابط خارجية
- المكتبة الوطنية النمساوية على موقع ميوزك برينز (الإنجليزية)
- الموقع الرسمي للمكتبة.